# Лачо, Панди
Панди Лачо (алб. Pandi Laço; род. 21 марта 1964 года в г. Корча, Албания) — албанский журналист, автор песен, телеведущий и сценарист.

## Об артисте
Больше всего известен как автор песен для участия Албании «Евровидении». Панди работал с известными албанскими артистами, в том числе с Фредериком Ндочи. С тех пор как несколько лет назад он начал свое собственное шоу под названием «Histori me Zhurmues» («История с мошенниками»), шоу об албанской истории в кино и музыке. В настоящее время он является судьёй в албанской версии X Factor вместе с Альтуной Сейдиу, Сони Малай и Албаном Скендераем.

## Известные песни
- 2005: «Tomorrow I Go» («Завтра я уезжаю»), в исполнении Ледины Чело[3].
- 2007: «Hear My Plea» («Услышь мою мольбу»), в исполнении Фредерика Ндочи[4].
- 2008: «Zemrën E Lamë Peng» («Мы поставили ставкой ваши сердца»), в исполнении Ольты Боки[5].
- 2015: «Dambaje» («Держать»), в исполнении Мишелы Рапо.